# Teaninich Castle

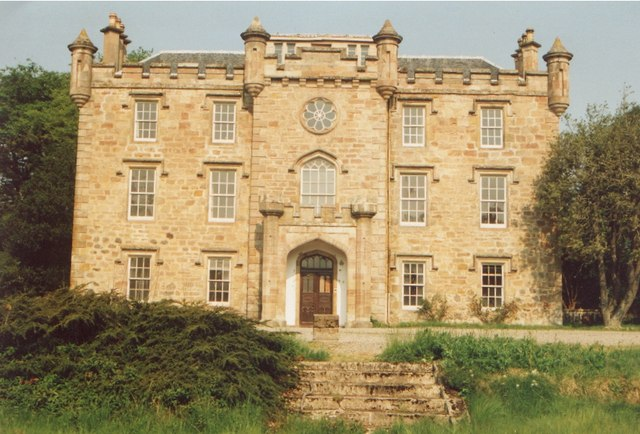
Eingangsfassade von Teaninich Castle

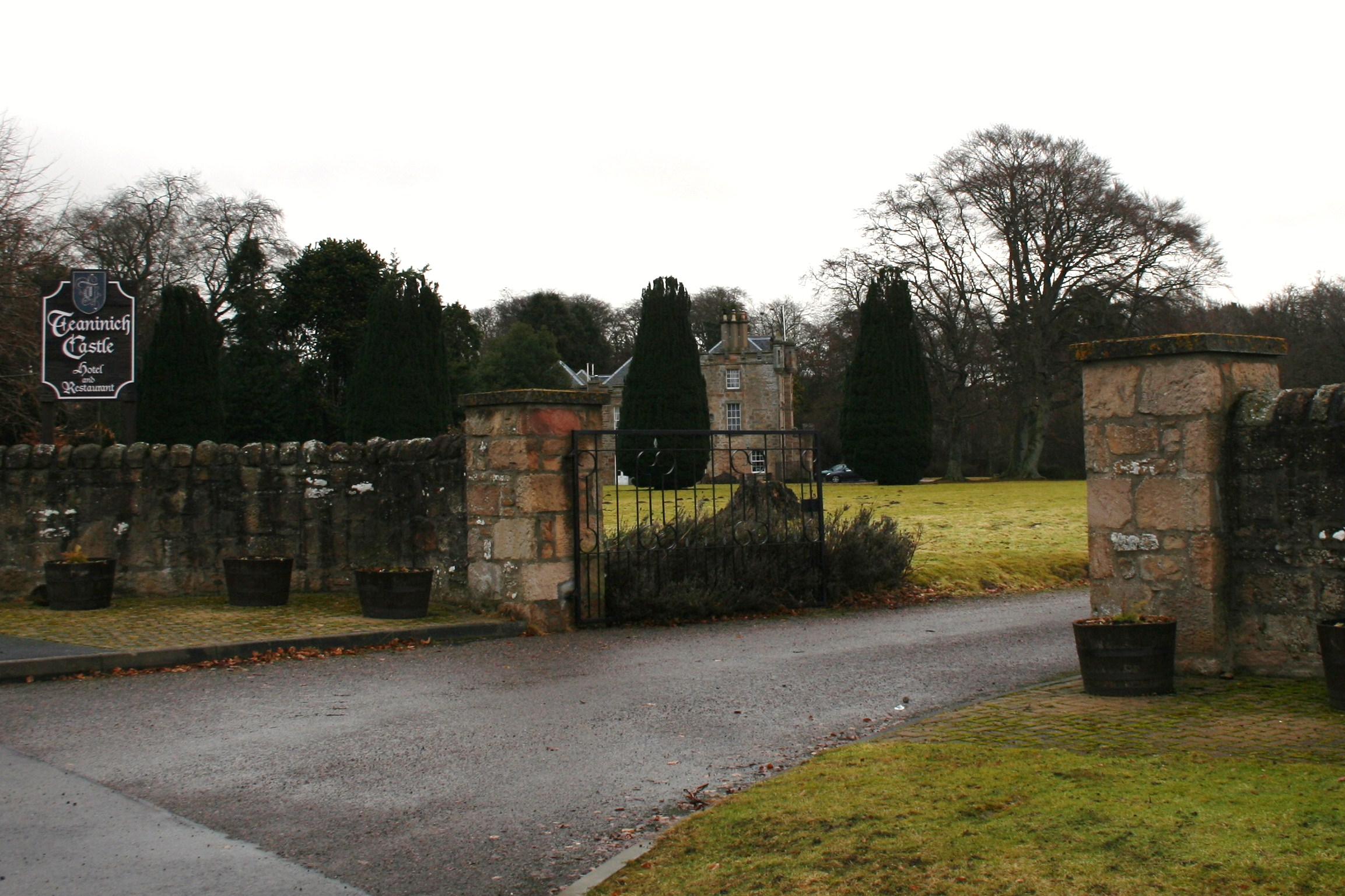
Einfahrt zu Teaninich Castle Das Landhaus selbst ist im Hintergrund.

Teaninich Castle ist ein Landhaus nördlich des Dorfes Evanton und südlich von Alness in der schottischen Council Area Highland. Historisch lag es in der traditionellen Grafschaft Ross-shire. Das Bauwerk ist als Denkmal der Kategorie B geschützt.

## Geschichte
Man weiß nicht, wann das Landhaus genau erbaut wurde, nimmt aber an, dass des mindestens aus dem 16. Jahrhundert stammt. Damals wurde das Anwesen Fyrish genannt. 1589 kaufte Hugh Munro, 1. of Teaninich, Sohn von John Munro, 3. of Coul, dessen Großvater Hugh Munro, 1. of Cowl, der Sohn von George Munro, 10. Baron of Foulis († 1542) war, vom Clan Keith von Delny den unteren Teil der Ländereien von Fyrish. Diese Ländereien waren zunächst nur das untere Viertel von Fyrish, erstreckten sich aber später nach Osten bis zum Fluss Alness. Teaninich Castle kauften die Munros im Februar 1660, wofür man heute im Teaninich Charter Chest die Quittung finden kann.
Zwei abgewetzte Türstürze im hinteren Teil des Landhauses tragen die Jahreszahlen 1734 und 1770 und weisen damit auf ein irgendein früheres Gebäude hin. Hugh Munro of Teaninich vom 78. Regiment der Highlander, der in Nijmegen in den Niederlanden sein Augenlicht verlor, ließ 1794 Teile des alten Teaninich Castle abreißen.
Später aber beschäftigte er sich selbst mit der Verbesserung seiner Felder und dem Neubau von Teaninich Castle. Der „blinde Captain“ oder „blinde Laird“, wie er genannt wurde, überwachte enthusiastisch den Bau den heutigen Teaninich Castle, wobei er oft die Räume mit Schritten selbst ausmaß. Die Asymmetrie der Räume ist der Beweis für seinen „Enthusiasmus“.
Er gründete 1817 auch die Whiskybrennerei Teaninich auf dem Gelände und plante das Dorf Alness zu einer Zeit, als illegal gebrannter Whisky den besten Ertrag für die Gerste von Ross-shire einbrachte. 1831 verkaufte Hugh Munro an seinen Bruder, General John Munro, 9. of Teaninich, und verbrachte den Rest seines Lebens in der Coul Cottage, dem Witwenhaus von Teaninich Castle. Er starb 1846. Das Anwesen blieb bis 1923 in Händen der Familie. Auch nach dem 1. Weltkrieg, als ein US-Amerikaner, Charles Harrison, der Mann, der die Vorlage für Frances Hodgson Burnetts Buch Little Lord Fauntleroy bildete, das Anwesen kaufte, blieb es Sitz der Munros. An Harrison erinnerte man sich am besten durch sein großes, US-amerikanisches Auto.
Heute ist Teaninich Castle ein Hotel. 2007 wurden 40.000 m² Paddocks unmittelbar hinter dem Haus verkauft, auf dem ein Bauträger zur Zeit 36 Häuser baut. Man erwartet weitere Bautätigkeit, für die der vorhandene Wald im hinteren Teil des Grundstückes und an der nordöstlichen Grenze zum Haus und Garten genutzt werden soll. Dies wird die schon sehr umfangreiche Siedlung näher an das Landhaus wachsen lassen.
Im August 2013 wurde das Anwesen für 875.000 £ zum Kauf angeboten. 2016 stand das Anwesen erneut, diesmal für 450.000 £, zum Verkauf.